# International Horror Guild Awards
Pour les articles homonymes, voir IHG.
Les International Horror Guild Awards ou IHG Awards sont des prix littéraire et cinématographiques décernant des récompenses annuelles dans le genre horrifique et ayant été décernés par l'International Horror Guild (IHG) de 1995 à 2008. Les prix étaient attribués par un jury constitué d'écrivains et de journalistes.
Les prix étaient décernés dans les catégories suivantes : meilleur roman, meilleur premier roman, meilleur roman court, meilleure nouvelle longue, meilleure nouvelle courte, meilleure bande dessinée, meilleur recueil de nouvelles, meilleure anthologie, meilleure œuvre non-fictive, meilleur magazine, meilleur artiste, meilleur film et meilleur téléfilm ou série télévisée. Un prix spécial était également attribué à une « légende vivante ».

## Lauréats par année

### 1995
- Meilleur roman : Anno Dracula (Anno Dracula) de Kim Newman
- Meilleur film : Entretien avec un vampire
- Légende vivante : Harlan Ellison

### 1996
- Meilleur roman : Resume with Monsters de William Browning Spencer (en)
- Meilleur film : Le Maître des illusions
- Légende vivante : Clive Barker

### 1997
- Meilleur roman : The 37th Mandala de Marc Laidlaw
- Meilleur film : Scream
- Légende vivante : Edward Bryant

### 1998
- Meilleur roman : Nazareth Hill de Ramsey Campbell
- Meilleur film :
  - Scream 2
- Légende vivante : Hugh B. Cave (en)

### 1999
- Meilleur roman : Cœur de brume (Fog Heart) de Thomas Tessier
- Meilleur film : Ni dieux ni démons
- Légende vivante : Ray Bradbury

### 2000
- Meilleur roman : Un mal qui répand la terreur (A Prayer for the Dying) de Stewart O'Nan
- Meilleur film : Hypnose
- Légende vivante : Richard Matheson

### 2001
- Meilleur roman : Les Puissances de l'invisible (Declare) de Tim Powers
- Meilleur film :
  - American Psycho
    - Incassable (Unbreakable)
- Légende vivante : Alice Cooper

### 2002
- Meilleur roman : Threshold de Caitlín R. Kiernan
- Meilleur film : Ginger Snaps
- Légende vivante : William F. Nolan

### 2003
- Meilleur roman : Les Chiens de l'hiver (A Winter Haunting) de Dan Simmons
- Meilleur film :
  - Emprise
    - Le Cercle (film, 2002) (The Ring)
    - Photo Obsession (One Hour Photo)
- Légende vivante : Charles L. Grant

### 2004
- Meilleur roman : Les Enfants perdus (Lost Boy, Lost Girl) de Peter Straub
- Meilleur film :
  - Spider
    - 28 Jours plus tard (28 Days Later)
- Légende vivante : Stephen King et E. F. Bleiler (en)

### 2005
- Meilleur roman : The Overnight de Ramsey Campbell
- Meilleur film : Shaun of the Dead
- Légende vivante : Gahan Wilson

### 2006
- Meilleur roman : Lunar Park (Lunar Park) de Bret Easton Ellis
- Meilleur film : non attribué
- Légende vivante : Chelsea Quinn Yarbro

### 2007
- Meilleur roman : The Unblemished de Conrad Williams
- Meilleur film : non attribué
- Légende vivante : Ramsey Campbell

### 2008
- Meilleur roman : Terreur (The Terror) de Dan Simmons
- Meilleur film : non attribué
- Légende vivante : Peter Straub